# كوكاتو زهري
الكوكاتو الزهري، يُسمى أيضاً كوكاتو الرائد ميتشيل (بالإنجليزية: Major Mitchell's Cockatoo) هو كوكاتو متوسط الحجم، يعيش تحديداً في المناطق الصحراوية وشبه الصحراوية من أستراليا، وهو طائر من رتبة الببغاوات، يُدرج تحت فصيلة الكوكاتو في جنس مستقل اسمه Lophochroa.

## الوصف
يعتبر البعضُ الكوكاتو الزهري أجمل نوع من أنواع طيور الكوكاتو كلها، فهو يمتلك ريشاً أبيض اللون وزهرياً يشبه لون السلمون، وعُرفاً كبيراً ملوّناً باللونين الأحمر والأصفر.

## في تربية الحيوانات الأليفة

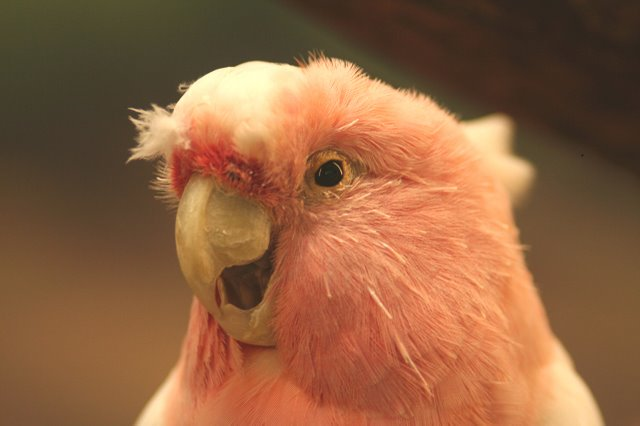
كوكي، كوكاتو زهري عمره 78 عاماً

كوكي هو أحد طيور الكوكاتو الزهرية المشهورة، فهو يعيش في حديقة حيوانات في ولاية إلينوي منذ افتتاحها عام 1934. وفي شهر يونيو 2012، أصبح عمر كوكي 79 عاماً وتوقف عرضه في حديقة الحيوانات، وهو يعيش الآن في مكتب مالك الحديقة.

## التوزيع والانتشار
تعرض الكوكاتو الزهري إلى تناقص في العدد، وذلك نتيجة أفعال البشر في المناطق الصحراوية من أستراليا، ولكنه مع ذلك لا يعتبر نوعاً مهدداً بالانقراض، بل يعتبر نوعاً غير مهدد، وخطر انقراضه ضعيف جداً.

## معرض الصور

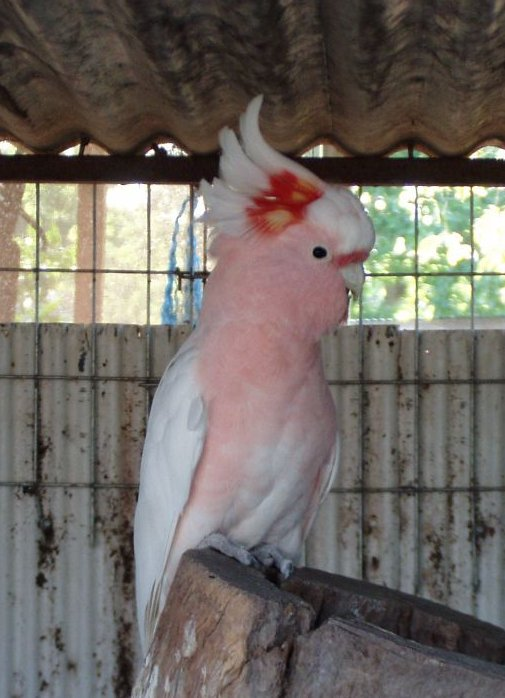
كوكاتو زهري في الأسر
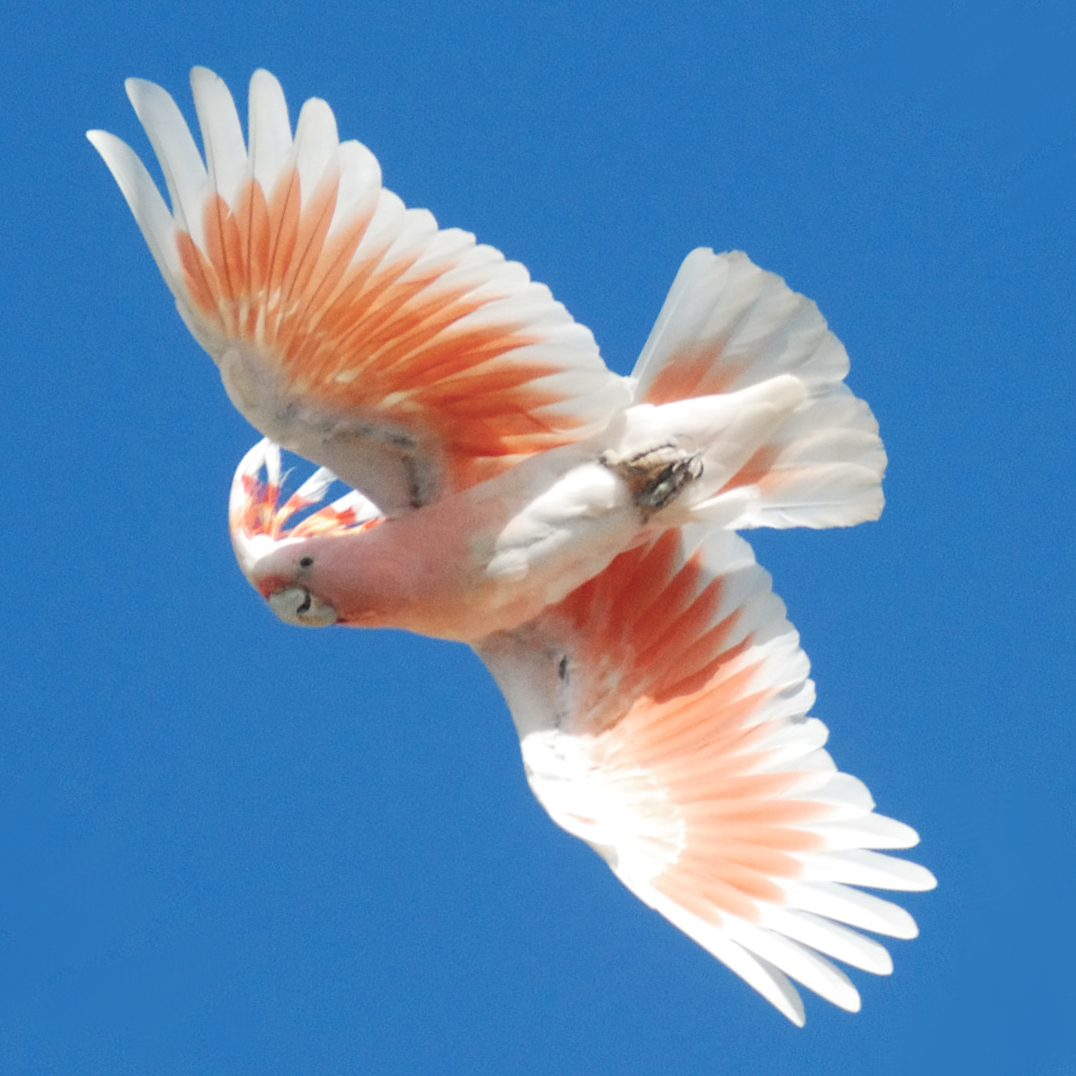
أثناء الطيران
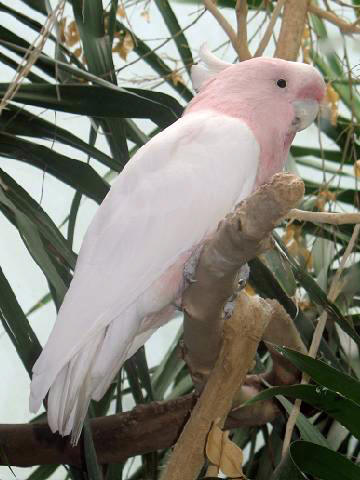
كوكاتو زهري عُرفُه مسطَّح
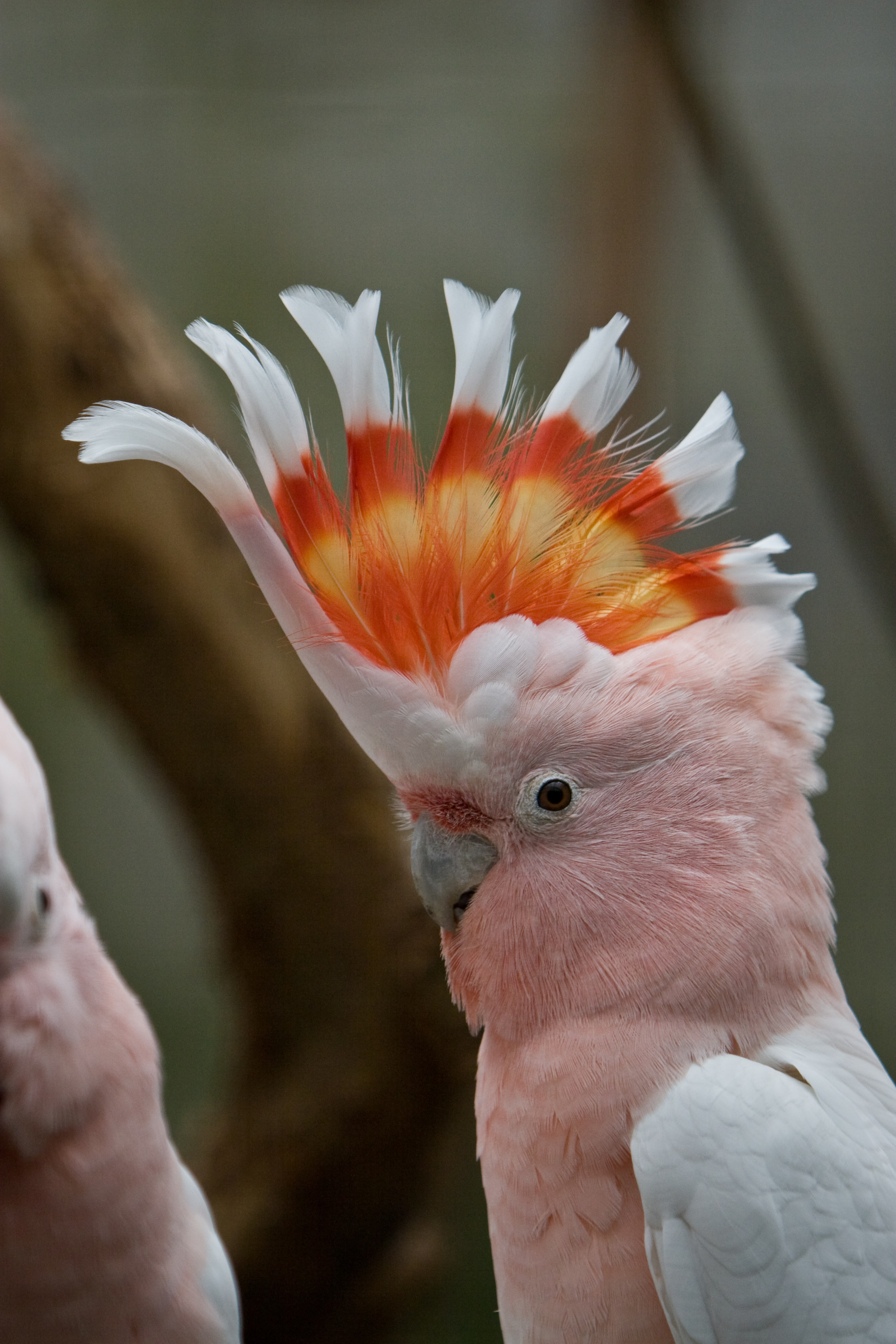
في حديقة حيوانات آرتيس في هولندا
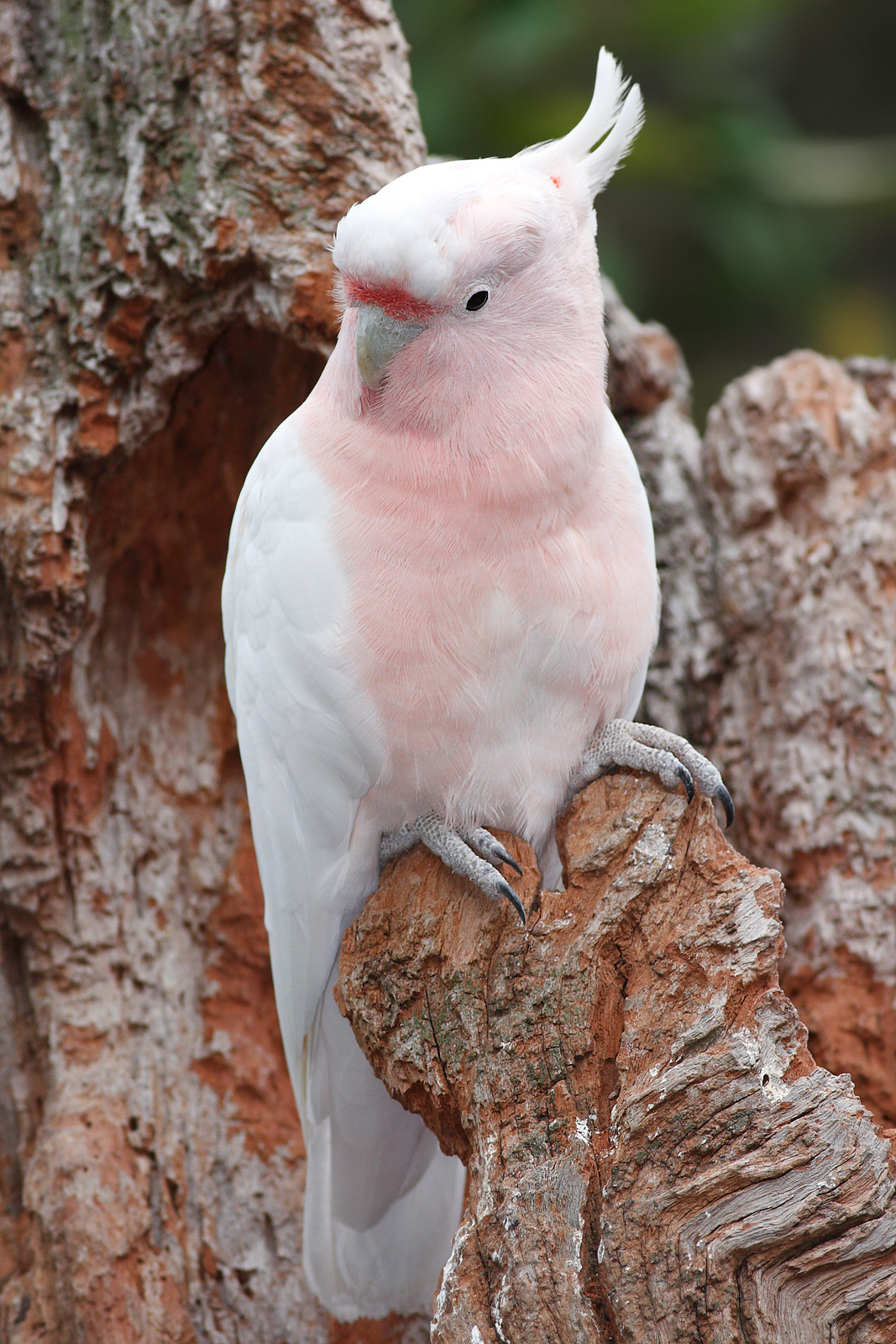
كوكاتو زهري بالغ يجلس على شجرة في حديقة حيوانات